# Taken
Taken er en engelsksproget fransk action-thriller-film fra 2008 instrueret af Pierre Morel og skrevet af Luc Besson og Robert Mark Kamen. Blandt de medvirkende er Liam Neeson, Maggie Grace, Leland Orser, Jon Gries, David Warshofsky, Holly Valance, Katie Cassidy, Xander Berkeley, Olivier Rabourdin, Gérard Watkins og Famke Janssen. Det er den første film i serien; Taken, Taken 2 og Taken 3. 
Flere medier har kaldt filmen et vendepunkt i Neesons karriere, der redefinerede og omdannede ham til en actionstjerne.

## Handling
Neeson spiller en tidligere CIA-agent kaldet Bryan Mills som sætter sig for at opspore sin datter efter hun er blevet kidnappet af kriminelle, der organiserer trafficking til tvangsprostitution, under en rejse til Frankrig.

## Medvirkende
- Liam Neeson som Bryan Mills
- Maggie Grace som Kim Mills
- Famke Janssen som Lenore "Lennie" Mills
- Leland Orser som Sam
- Jon Gries som Casey
- David Warshofsky som Bernie
- Holly Valance som Sheerah
- Katie Cassidy som Amanda
- Xander Berkeley som Stuart
- Olivier Rabourdin som Jean-Claude Pitrel
- Gérard Watkins som Patrice Saint-Clair
- Arben Bajraktaraj som Marko
- Camille Japy som Isabelle
- Nicolas Giraud som Peter
- Goran Kostić som Gregor
- Nabil Massad som Raman the sheikh